# 와다호리정
와다호리정(和田堀町)은 도쿄부 도요타마군에 속했던 정이다. 현재의 스기나미구에 해당한다.

## 역사
- 1889년 5월 1일 - 정촌제 시행에 의해 히가시타마군 와다호리노우치촌이 성립하였다.
- 1896년 4월 1일 - 히가시타마군 및 미나미토시마군이 합병해 도요타마군이 되었다.
- 1926년 7월 1일 - 정으로 승격해 와다호리정이 되었다.
- 1932년 10월 1일 - 스기나미정, 이오기정, 다카이도정과 함께 도쿄시에 편입되어, 스기나미구가 성립하였다.

## 교통

### 도로
- 고슈 가도 (국도 제8호선) - 현재의 국도 제20호선

## 관련서적
- 東京市臨時市域擴張部 『豊多摩郡和田堀町現状調査』 1931年